# 解放史特拉斯堡
解放史特拉斯堡發生於1944年11月23日，是法國在第二次世界大戰解放期間最具代表性的戰役，法國通過這場戰役，成功使德軍逐步撤出阿爾薩斯地區。

## 序幕
1944年11月18日，法國第2裝甲師发动了解放阿尔萨斯首府斯特拉斯堡的战役，进攻发动后，北路的法军先攻擊萨韋爾納和德軍嚴密防守的法尔斯堡。同時南路法军通过选择了一條極度危險和難以遇到敵人阻攔的路線，並迅速越過了孚日山脈，而当南路法军出敌不意地推进到西雷、瓦耶、雷塔勒、达傅等地的时候，德军无不惊慌失措，11月22日，法军收复了萨韋爾納和法尔斯堡，俘虜大批德军，其中還有該區德軍總司令布鲁恩将军。11月23日，第2裝甲師分五个纵队向斯特拉斯堡進攻。德军未能抵抗其攻勢，幾乎全員向後逃竄，第2裝甲師緊跟追擊。
斯特拉斯堡內有近一万二干名德軍和兩萬德国平民所佔據的的军营和公共机关，德軍因先前的軍事行動而喪失戰意。当天下午，法军完全奪回斯特拉斯堡控制權。

## 後果
經過這場戰役後德軍在萊茵河西岸僅剩下科爾馬據點，而1945年科爾馬包圍戰後，德軍的最後一個據點也被法軍收復。